# Tieli
Tieli är en stad på häradsnivå som lyder under Yichuns stad på prefekturnivå i Heilongjiang-provinsen i nordöstra Kinat, omkring 190 kilometer nordost om provinshuvudstaden Harbin.